# John Ward, 1. Earl of Dudley

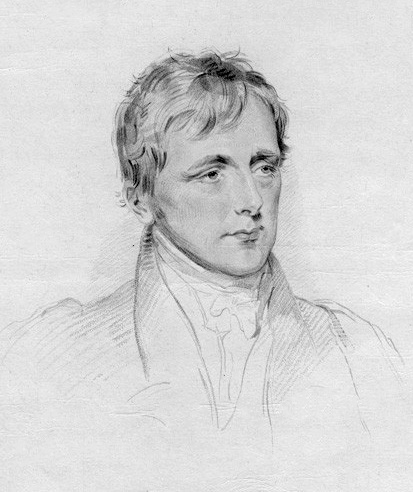
John William Ward, 1. Earl of Dudley

John William Ward, 1. Earl of Dudley PC FRS (* 9. August 1781; † 6. März 1833) war ein britischer Adliger und Politiker.

## Leben
Ward war der Sohn von William Ward, 3. Viscount Dudley and Ward, und seiner Frau Julia Bosville. Er studierte an der Universität Oxford, wo er zunächst das Oriel College, später dann das Corpus Christi College besuchte.
1802 wurde Ward erstmals als Tory in das House of Commons gewählt. Er repräsentierte zunächst das Borough Downton in Wiltshire, 1803 bis 1806 dann das County Worcestershire, 1806 bis 1807 das Borough Petersfield in Hampshire, 1807 bis 1812 das Borough Wareham in Dorset und 1819 bis 1823 das Borough Bossiney in Cornwall.
Im letztgenannten Jahr erbte er nach dem Tode seines Vaters dessen Adelstitel als 4. Viscount Dudley and Ward und 9. Baron Ward sowie den damit verbundenen Sitz im House of Lords. 1827 wurde er in der Regierung von George Canning Außenminister. Er behielt dieses Amt auch in den Regierungen von Frederick Robinson, 1. Earl of Ripon, und Arthur Wellesley, 1. Duke of Wellington. 1828 trat er als Minister zurück.
Die 64 km lange Earl of Dudley’s Railway war nach ihm benannt. 
1827 wurde Ward in den Privy Council aufgenommen und zum Earl of Dudley erhoben. Er starb 1833 unverheiratet. Seine Earlswürde sowie der ererbte Viscountstitel erloschen, während die nachgeordnete, wesentlich ältere Würde eines Baron Ward auf einen Cousin zweiten Grades überging.
Als Außenminister hinterließ Ward keinen bleibenden Eindruck. Er galt jedoch als gebildeter Mann und hatte eine Reputation als Autor und Redner. Er unterstützte die Gründung der University of London. Sein Briefwechsel mit Edward Copleston, Bischof von Llandaff, wurde 1840 von diesem veröffentlicht.